# Tihomir Horvat
Tihomir Horvat (Zagreb, 1946.) hrvatski književnik.

## Životopis
Osnovnu školu i gimnaziju završio je u Zagrebu, te diplomirao na Farmaceutsko-biokemijskom fakultetu kao dipl. ing. prehrambeno-sanitarne kemije. Radio je u Gradskom zavodu za zaštitu zdravlja u Zagrebu, u Laboratoriju za ispitivanje prehrambenih proizvoda, kao kemičar-analitičar, a nastavio u tvrtki za ispitivanje kakvoće prehrambenih i poljoprivrednih proizvoda, putovao Hrvatskom i svijetom kontrolirajući kakvoću robe u uvozu i izvozu. Svoju prvu priču objavio je 1974. u Večernjem listu. Zaredale su kratke priče za djecu i odrasle, radio priče za djecu, radio igre za djecu i odrasle, romani za djecu, scenski igrokazi, popularno znanstveni članci vezani uz ekologiju i prirodu. Surađivao je s Hrvatskom televizijom gdje je za redakciju Dječjeg i obrazovnog programa napisao niz scenarija na temu biljnog i životinjskog svijeta, narodnih običaja i života (glumci Franjo Đimi Jurčec i Željko Duvnjak). Horvatove dramske igre uprizorili su velikogorički amateri, Muzička omladina Hrvatske i Gradsko kazalište Žar ptica. Kratke priče objavljivao je u novinama i časopisima Večernji list, Start, Republika, Vikend, Arena, Mila, Hrvatsko slovo, Marulić, te dječjim časopisima  Galeb, Smib, Modra lasta itd. Sudjelovao je na književnim susretima, savjetovanjima, te na Županijskim smotrama literarnog, dramsko-scenskog i novinarskog stvaralaštva učenika osnovnih škola grada Zagreba (LIDRANO), te organizirao pedagoške radionice za mlade. Uvršten je u čitanke za osnovnu školu, preglednike o hrvatskom dječjem romanu, u Hrvatsku književnu enciklopediju, Leksikon velikogoričkih pisaca, Turopoljsku čitanku. Od 2001. godine član je Društva hrvatskih književnika.
Živi i piše u Krušaku, okolica Velike Gorice

## Djela
- Tajna Gornjega grada, Mladost, Zagreb, 1993.
- Muki - Djetinjstvo Ivana Zajca,  Znanje, Zagreb, 1994.
- Vila Velebita, Znanje, Zagreb 1995.
- Frka u Šćitarjevu, Znanje, Zagreb, 1998,
- Legenda o božićnom licitaru, SysPrint, Zagreb, 2002.
- Pustolovine puha Ocija i djevojčice Tonke, Alfa, Zagreb, 2011.
- Mali ratnik, DHK, Zagreb 2016.
- Penjači, Srednja Europa, Zagreb, 2023. – zbirka pripovijedaka za odrasle.

## Nagrade i priznanja
- 1975. godine – 3. nagrada u natječaju “Večernjeg lista” za kratku priču u 1974. godini – priča “Frajer”,
- 1978. godine - 2. nagrada u natječaju “Večernjeg lista” za kratku priču u 1977. godini – priča “Ta divna stvorenja”
- 1986. godine – 2. nagrada u natječaju “Arene” za kratku priču o životu naših ljudi na privremenom radu u inozemstvu – priča “Povratnik”, “Arena”,1985.,
- 1992. godine – 1. nagrada na natječaju Hrvatskog radija za radio-komediju u 1991.godini “Dok strojevi rade, ljudi se glade”,
- 1999. godine “Književna nagrada Mato Lovrak”, za roman “Frka u Šćitarjevu”, Znanje, Zagreb, 1998.,
- 2001. godine – 1. nagrada na četvrtom hrvatskom literarnom natječaju  za duhovnu priču “Serra priče” (Društvo hrvatskih književnika i “Serra” društvo) za priču “Iskra”,
- 2001. godine – 2. nagrada na petom međunarodnom literarnom natječaju za duhovnu priču “Serra Internacional”, za priču “Iskra”, Zadar, 2001.
- 2002. godine – 3. nagrada u natječaju “Večernjeg lista” za kratku priču u 2001. godini – priča “Penjači”,
- 2003. godine – nagrada “Grigor Vitez” za roman “Legenda o božićnom licitaru”, Sys Print, Zagreb 2002.
- 2012. godine – nagrada „Anto Gardaš“ za roman „Pustolovine puha Ocija i djevojčice Tonke“, Alfa, Zagreb, 2011.
- 2016. godine – pobjednik je natječaja Društva hrvatskih književnika za roman „Mali ratnik“, kao najbolji rukopis za djecu i mlade s temom Sigetske bitke i Nikole Šubića Zrinskog.
- 2016. godine – nagrađen godišnjom Nagradom Grada Velike Gorice „ Zlatna Turopoljska Podgutnica“ u znak zahvale za dugogodišnji književni rad.
- 2017. godine -  dobitnik priznanja Saveza društava Naša djeca Hrvatske – „Pohvala Nagrade Grigor Vitez“ za suvremeno književno oživljavanje Sigetske bitke u romanu za mlade „Mali ratnik“ (DHK, Zagreb 2016.)
- 2018. godine roman za mlade, „Mali ratnik“, po izboru Hrvatskog centra za dječju knjigu, koji je suradnik međunarodnog odbora IBBY, Bassel-Švicarska, uvršten je na „Časnu listu“ IBBY za 2018. godinu, kao najbolji roman za mlade u Hrvatskoj u 2016. godini.
- 2018. godine dobitnik je 3. nagrade na natječaju Hrvatskog književnog društva sv. Jeronima, za kratku priču „Partija šaha“, koja je dodjeljena u povodu 150. godišnjice opstanka i rada.